# Lajos Gönczy
Lajos Gönczy (* 24. Februar 1881 in Szeged; † 4. Dezember 1915 in Galizien) war ein ungarischer Hochspringer, der an drei Olympischen Spielen teilnahm.
Bei den Olympischen Spielen 1900 in Paris wurde er Dritter im Hochsprung mit 1,75 m (es siegte Irving Baxter mit 1,90 m vor Patrick Leahy mit 1,78 m).
1904 in St. Louis wurde er Vierter im Hochsprung und Fünfter im Standhochsprung.
Bei den Olympischen Zwischenspielen 1906 gewann er im Hochsprung mit 1,75 m Silber hinter Con Leahy (1,775 m) und wurde Fünfter im Standhochsprung.
1904 und 1905 wurde er nationaler Meister. Seine Bestleistung von 1,82 m stellte er 1902 auf.